# Zmaj (ozvezdje)
Zmaj (latinsko Draco) je ozvezdje severne nebesne poloble in eno od 88 sodobnih ozvezdij, ki jih je priznala Mednarodna astronomska zveza. Bilo je tudi eno od Ptolemejevih 48 ozvezdij. Ozvezdje se nahaja med Velikim medvedom in Liro.

## Znana nebesna telesa v ozvezdju

### Zvezde
- Tuban (α Dra) [Adib, Zmajev rep]
- Rastaban (β Dra) [Rastuban, Rastaben, Rasteban, Alvaid, Asuia]
- Eltanin (γ Dra) [Al tamin, Etamin, Etanin, Eltamin, Ettanin, Zenitna zvezda, Rastaban, Rasaben, Rastaben]
- Altais (δ Dra) [Nodus Sekundus, Nodis II, Aldib]
- Til (ε Dra) [Tyl, Kin, Ju, Yu], dvozvezdje
- Aldhibah (ζ Dra) [Eldsib, Kaou Pih, Nod, Nodus I]
- Aldhibain (η Dra) [Booboo]
- θ Dra
- Edasih (ι Dra) [Edasik, Eldsik, Ed Asik, Al Dhiba, Al Dhihi], planet b
- Ketu (κ Dra)
- Gianfar (λ Dra) [Gijauzar, Giausar, Giauzar, Giansar, Giausar, Džuza, Juza]
- Alrakis (μ Dra) [Arrakis, Rakis, Errakis, Al Rakis], dvozvezdje
- Kuma (ν Dra)
- Grumij (ξ Dra) [Genam, Nodus Primus, Nodus I]
- Alsafi (σ Dra) [Al safi, Athafi]
- φ Dra [Batentaban Australis, Batn al Tuban]
- χ Dra [Batentaban Borealis, Batn al Tuban]
- Zibin (ψ Dra) [Dziban, Dsiban], dvozvezdje

Koordinati:  17h 00m 00s, +65° 00′ 00″